# Svartabborrtjärnen (Norrfjärdens socken, Norrbotten)
Svartabborrtjärnen är en sjö i Piteå kommun i Norrbotten och ingår i Alterälvens huvudavrinningsområde.